# Bratia din Deal
Bratia din Deal – wieś w Rumunii, w okręgu Vâlcea, w gminie Galicea. W 2011 roku liczyła 353 mieszkańców.